# Иван Мележ
Иван Мележ (на беларуски: Іван Мележ) е беларуски журналист, публицист, драматург, поет и писател на произведения в жанра социална драма, лирика и исторически роман. Народен писател на Белоруската ССР.

## Биография и творчество
Иван Павлович Мележ е роден на 8 февруари 1921 г. в село Глинище, Гомелска област, СССР, в обикновено селско семейство. От малък работи в земеделското стопанство на семейството. Учи в Глинище, после в Алексичи и завършва с отличие средното си образование в Хойники. В гимназията участва в училищни представления и пише поезия.
След гимназията работи в Хойники за комсомола, пътува много по селата, общува с хората, наблюдава живота им. През 1939 г. става студент в Московския институт по история, философия, литература, но още в първия семестър е мобилизиран. В армията си води военни дневници, повечето от които са загубени след войната.
От първите дни на Великата отечествена война е на фронта. През 1940 г. участва в походи в Бесарбия и Буковина, воюва над Николаев и Ростов на Дон. През юли 1941 г. е тежко ранен в дясното рамо край Ростов и е изпратен в болница в Тбилиси. През 1942 г. завършва курсовете на политически работници и е изпратен в 51-ва пехотна дивизия като военен кореспондент. Получава втора рана от шрапнел в дясното рамо край Ростов, което го инвалидизира и е освободен от армията.
Започва работа в Бугуруслан в местният вестник „Бугурусланская правда“, а след това става задочно студент и преподавател по военно обучение в евакуирания Молдовски педагогически институт. През 1943 г. е преместен в Белоруския държавен университет, който тогава е базиран на московската гара „Изток“. В него отново съчетава работата на преподавател по военно обучение със следването си по журналистика във Филологическия факултет. След освобождението на Беларус завършва следването си в Минск и прави аспирантура като работи по дисертация за произведенията на Кузма Чорни и едновременно преподава беларуска литература в университета.
Заедно с работата си започва да пише разкази и есета. От 1945 г. е член на Съюза на писателите на СССР, като през 1966 г. става секретар на Съюза на писателите на БССР, а в периода 1971 – 1974 г. работи като заместник-председател на организацията.
Работи в редакцията на списание „Пламък“ и към персонала на ЦК на Комунистическата партия на Беларус. В периода 1967 – 1976 г. е депутат във Върховния съвет на БССР. Бил е председател на управителния съвет на Беларуския клон на Обществото за приятелство СССР-Франция, председател на Беларуския комитет за защита на мира и член на Световния съвет на мира.
Първата му книга, сборникът с разкази „У завіруху“ (Във вихрушката), е издаден през 1946 г. През 1948 г. е издадена книгата му с проза „Гарачы жнівень” (Горещ август), която приема заглавието на разказа му написан през 1946 г. след посещение на опожареното и опустошено през войната родно село. В книгата си авторът опоетизира всекидневния селски труд в Полесия и предава емоционалната красота на обикновените селяни.
През 1952 г. е издаден първият му роман „Мінскі напрамак“ (Посока Минск), в който представя историята на освободителната борба в Беларус през лятото на 1944 г. и операция „Багратион“.
Първият му роман „Хора сред блатата“ от поредицата „Полеска хроника“ е издаден през 1962 г. Той е последван в трилогията от романите „Дъхът на бурята“ (1966) и „Виелици, декември“ (1976). Произведенията му с гражданска смелост и идейно-художествен мащаб представят трудните години на колективизацията в Полесието – установяването на социализма, насилствената колективизация и разкулачването, живота на беларуския народ през 1920-те и 1930-те години, дълбоката психология и разбиране на душата на беларуския селянин, предадени правдиво въпреки ограниченията на съветския режим. Романът му „Хора сред блатата“ получава държавната литературна награда „Якуб Колас“, а за първите два романа от трилогията получава Ленинска награда. Двата романа са екранизирани в едноименните филми през 1981 и 1982 г. от Беларусфилм.
Автор е и на няколко пиеси – „Докато си млад“, „Нашите рождени дни“ и „Кой дойде през нощта“. 1966 г. Беларуската телевизия драматизира в пиеси романите му „Хора сред блатата“ и „Дъхът на бурята“.
През 1975 г. е издаден сборникът му с литературно-критически статии, есета, интервюта и публицистика „Жыццёвыя клопаты“ (Житейски притеснения), за който получава държавна награда „Якуб Колас“.
През 1972 г. писателят е удостоен със званието Народен писател на Белоруската ССР.
Иван Мележ умира на 9 август 1976 г. в Минск.
На негово име са именувани училища, улици и библиотеки в различни градове в Беларус. През 2010 г. в Хойники е открита скулптурна композиция „Хора сред блатата“ посветена на неговия роман. През 1980 г. на негово име е учредена литературната награда „Иван Мележ“ на Съюза на писателите на Беларус.</ref>

## Произведения

### Самостоятелни романи
- Мінскі напрамак (1952, 1974)<ref name="goodreads">

### Поредица „Полеска хроника“ (Палеская хроніка)
1. Людзі на балоце (1962) – награда „Якуб Колас“<ref name="goodreads">
Хора сред блатата, изд.: „Народна култура“, София (1971), прев. Ижо Соколов
2. Подых навальніцы (1966) – Ленинска награда
Дъхът на бурята, изд.: „Народна култура“, София (1974), прев. Пенка Кънева
3. Завеі, снежань (1978)

### Пиеси
- Пакуль вы маладыя (1956)<ref name="goodreads">
- Дні нашага нараджэння (1958)
- Хто прыйшоў уночы (1959)

### Сборници
- У завіруху (1946)<ref name="goodreads">
- Гарачы жнівень (1948)
- Заўсёды наперадзе (1948)
- Блізкае і далёкае (1954)
- У гарах дажджы (1957)
- Што ён за чалавек (1961)
- Жыццёвыя клопаты (1975) – държавна награда „Якуб Колас“
- Белыя вішні і яблыні (1976)
- Першая кніга: Дзённікі, сшыткі, з запісных кніжак (1977)

### Екранизации
- 1981 Люди на болоте
- 1982 Дыхание грозы